# Prophet Elias (Sykopetra)
Prophet Elias (griechisch Προφήτη Ηλία), früher Lampiris (griechisch Λαμπίρης), ist eine Siedlung in der Gemeinde Sykopetra im Bezirk Limassol auf Zypern.

## Name
Die Siedlung des Propheten Elija hieß früher Lampiris. Dieser Name wurde vom Namen des französischen Konsuls in Zypern, Lapierre, abgeleitet, der in der Gegend einen Bauernhof unterhielt. Als Lapierre Zypern verließ, schenkte er die Farm dem Gründer der heutigen Siedlung des Prophet Elias. Das Gebiet wurde dann nach dem Gründer der Siedlung umbenannt, der die Kirche des Propheten Elias erbaute, nachdem er in einem nahe gelegenen Fluss ein Bild des Propheten gefunden hatte.

## Lage und Umgebung
Prophet Elias liegt nördlich des Ortes Sykopetra im Bezirk Limassol auf der Mittelmeerinsel Zypern auf einer Höhe von etwa 950 Metern, etwa 3 Kilometer nördlich von Sykopetra und 23 Kilometer nordöstlich von Limassol. Der südliche Bereich ist von einem Flusstal bedeckt und hoch aufragende Berggipfel umgeben den Osten, Westen und Norden.

## Geschichte
Die Siedlung des Propheten Elias entstand vor einigen Jahrzehnten, als ein Hirte ein Bildnis des Propheten Elias fand und dort eine Kapelle baute. Er nahm den Fund des Bildes als Hinweis und ließ sich mit seiner Familie in der Gegend nieder. Andere Familien folgten, was zur Gründung einer kleinen Siedlung führte.